# Rajd dell’Isola d’Elba 1974
Rajd dell’Isola d’Elba 1974 (7. Rallye dell’Isola d’Elba) – 7 edycja rajdu samochodowego Rajd dell’Isola d’Elba rozgrywanego we Włoszech. Rozgrywany był od 18 do 20 kwietnia 1974 roku. Była to szósta runda Rajdowych Mistrzostw Europy w roku 1974.

## Klasyfikacja rajdu
| Miejsce                                        | Kierowca                                       | Pilot                                          | Samochód                                       | Czas                                           | Strata                                         |                                                |
| Klasyfikacja generalna, ERC i mistrzostw Włoch | Klasyfikacja generalna, ERC i mistrzostw Włoch | Klasyfikacja generalna, ERC i mistrzostw Włoch | Klasyfikacja generalna, ERC i mistrzostw Włoch | Klasyfikacja generalna, ERC i mistrzostw Włoch | Klasyfikacja generalna, ERC i mistrzostw Włoch | Klasyfikacja generalna, ERC i mistrzostw Włoch |
| ---------------------------------------------- | ---------------------------------------------- | ---------------------------------------------- | ---------------------------------------------- | ---------------------------------------------- | ---------------------------------------------- | ---------------------------------------------- |
| 1.                                             | Maurizio Verini                                | Gino Macaluso                                  | Fiat 124 Abarth Rallye                         | 6:50:02                                        | 0.0                                            |                                                |
| 2.                                             | Raffaele Pinto                                 | Arnaldo Bernacchini                            | Fiat 124 Abarth Rallye                         | 6:51:52                                        | +1:50                                          |                                                |
| 3.                                             | Claudio De Eccher                              | Claudio Salvador                               | Porsche Carrera                                | 6:56:23                                        | +6:21                                          |                                                |
| 4.                                             | Donatella Tominz                               | Gabriella Mamolo                               | Fiat 124 Abarth Rallye                         | 7:06:53                                        | +16:51                                         |                                                |
| 5.                                             | Angelo Presotto                                | Maurizio Perissinot                            | Opel Ascona 1.9 SR                             | 7:13:14                                        | +23:12                                         |                                                |
| 6.                                             | Salvatore Brai                                 | Roberto Dalpozzo                               | Opel Ascona 1.9 SR                             | 7:14:04                                        | +24:02                                         |                                                |
| 7.                                             | Giuseppe Bartelloni                            | Gianpiero Bertocci                             | Porsche 911 S                                  | 7:14:39                                        | +24:37                                         |                                                |
| 8.                                             | Maurizio Ambrogetti                            | Enrico Gigli                                   | Lancia Fulvia 1.6 Coupé HF                     | 7:15:41                                        | +25:39                                         |                                                |
| 9.                                             | Serena Pittoni                                 | Luana Vanzi                                    | Lancia Fulvia 1.6 Coupé HF                     | 7:17:48                                        | +27:46                                         |                                                |
| 10.                                            | Andrea Betti                                   | Luca Betti                                     | Opel Ascona 1.9 SR                             | 7:18:12                                        | +28:10                                         |                                                |